# Mirim
Mirim je bila slovenska tovarna čokolade, ki sta jo leta 1922 ustanovila Karl in Ema Zalokar v Mariboru. Istega leta so na Slovenskem odprli še eno tovarno čokolade, to je Gorenjka v Lescah na Gorenjskem.
Karl in Ema Zalokar sta stroje za proizvodnjo čokolade kupil v Nemčiji. Kmalu po odprtju tovarne je Karl Zalokar umrl in proizvodnjo je nadaljevala žena Ema Zalokar.
V prvih letih so izdelovali le čokolado v velikih ploščah. Ko so s širitvijo proizvodnje postali prostori podjetja na Prešernovi ulici v Mariboru pretesni, so se preselili v nove prostore na Trubarjevi ulici v Mariboru. Kasneje so se zaradi pritožb sosedov o hrupu preselili  na Meljski hrib. Proizvodnjo so razširili na vse vrste čokoladnih izdelkov. Konec 30-ih let 20. stoletja so v tovarni izdelali okoli 2000 kg čokolade, čokoladnih bombonov in kakava na dan. Leta 1940 so celotno proizvodnjo preselili v Zagreb.

## Vir
- Na vrtu
- Čokolada na Slovenskem